# Эрнст, Фабиан
Фа́биан Э́рнст (нем. Fabian Ernst; 30 мая 1979, Ганновер) — немецкий футболист, игравший на позиции полузащитника. Выпускник футбольной школы клуба «Ганновер 96». В составе национальной сборной Германии с 2002 по 2006 года провёл 24 матча и забил 1 гол. Участник Чемпионата Европы 2004 года.

## Карьера

### Клубная
Первым клубом в карьере футболиста был «Ганновер 96», в составе которого он провел 2 года.
В 1998 году 19-летний Эрнст перешёл в «Гамбург». За новый клуб Фабиан дебютировал в Бундеслиге 15 августа 1998 года во встрече с «Нюрнбергом» (1:1). Всего он сыграл за «Гамбург» 48 матчей за 2 сезона. Отличиться в составе гамбуржцев ему не удалось.
Летом 1998 года Эрнста приобрел «Вердер». Фабиан сразу стал игроком основного состава и забил свой первый мяч. Всего на его счету в сезоне 2000/01 28 матчей и 2 гола. В следующем сезоне он провел в составе «Вердера» 27 игр и забил 3 мяча. Кроме того, в этом году полузащитник, получил вызов в главную национальную команду.
Летом 2005 Фабиан перешёл в «Шальке 04». За время его пребывания в «Шальке 04» он стал серебряным призёром Бундеслиги в 2007 году, обладателем и финалистом кубка немецкой лиги в 2005 году и 2007 году соответственно.
В начале 2009 года Эрнст перебрался в турецкий «Бешикташ».
В июле 2012 года он стал игроком клуба «Касымпаша».
По окончании сезона 2012/13 Эрнст завершил карьеру футболиста.

### Международная
Эрнст дебютировал в составе сборной в товарищеском матче с Кувейтом 9 мая 2002 года. В качестве игрока запаса Фабиан был взят на ЕВРО-2004. На этом турнире он сыграл лишь в одном матче, выйдя на замену. В 2006 году Эрнст получил последний вызов в сборную, возглавляемую Юргеном Клинсманном. Всего на его счету 24 матча за национальную команду, в которых он забил 1 гол.

## Достижения
- Чемпион Германии: 2003/04
- Обладатель Кубка Германии: 2003/04
- Обладатель Кубка немецкой лиги: 2005
- Вице-чемпион Германии: 2006/07
- Обладатель Кубка Турции: 2008/09, 2010/11
- Чемпион Турции: 2008/09
- Кубок конфедераций 2005: 3-е место